# Selected Ambient Works 85–92
Selected Ambient Works 85-92 é o álbum de estreia do produtor de música eletrônica britânico Richard D. James, sob o pseudônimo de Aphex Twin. Foi lançado em 9 de novembro de 1992 através da Apollo Records, uma subsidiária da gravadora belga R&S Records. O álbum consiste em faixas de ambient techno gravadas em fita cassete por James a partir de 1985, quando ele tinha 13–14 anos. O projeto recebeu grande aclamação e alcançou a sexta posição da parada de álbuns dance britânica em dezembro de 1992.
Selected Ambient Works 85–92 é considerado um clássico e uma obra definidora da música eletrônica. Jornalistas musicais atribuem a ele a expansão do escopo da música ambiente e a introdução do techno aos fãs de música indie. O website AllMusic descreveu-o como "uma obra-prima do ambient techno". Em 2012, a revista britânica Fact o nomeou o melhor álbum da década de 1990.

## Origem
Desde muito cedo, James começou a fazer experimentos com instrumentos musicais, como com o piano de sua família. Mais tarde, criou músicas usando um ZX Spectrum e um sampler, e também começou a montar e modificar seus próprios sintetizadores. James disse que compôs músicas ambientes no ano seguinte. Em uma entrevista à revista Q em 2014, James declarou que a faixa ambiente "i" surgiu dessas primeiras gravações. Quando adolescente, James ganhou um grupo de fãs como DJ no Shire Horse Inn em St Ives, com Tom Middleton no Bowgie Inn em Crantock e nas praias da Cornualha. Ele estudou no Cornwall College de 1988 a 1990 para obter um diploma nacional em engenharia. Sobre seus estudos, ele disse que " a música e a eletrônica andavam de mãos dadas".
O primeiro lançamento de James, sob o pseudônimo de Aphex Twin, foi o EP Analogue Bubblebath, de 1991, pela Mighty Force Records. Em 1991, ele e Grant Wilson-Claridge fundaram a Rephlex Records para promover "a inovação na dinâmica do acid - um gênero muito amado e incompreendido da house music, esquecido por alguns e, na verdade, novo para outros, especialmente na Grã-Bretanha". Ele compôs "Digeridoo" para tranquilizar seu público depois de uma rave. Embora tenha se mudado para Londres para fazer um curso de eletrônica na Kingston Polytechnic, ele admitiu a David Toop que seus estudos de eletrônica estavam sendo abandonados enquanto ele seguia uma carreira no gênero techno. Enquanto se apresentava em clubes e com um pequeno público underground, James lançou o SAW 85‍-‍92, que foi gravado em sua maior parte antes de ele começar a discotecar e consistia em músicas instrumentais orientadas principalmente para a batida. Mais tarde, James declarou que as músicas de sua estreia "eram apenas faixas que meus amigos [selecionaram], aquelas que eles gostam para relaxar".
Selected Ambient Works foi supostamente gravado entre 1985 e 1992 (começando quando James tinha quatorze anos) usando equipamentos caseiros construídos a partir de sintetizadores normais, além de baterias eletrônicas. A qualidade do som da gravação foi descrita como ruim devido ao fato de ter sido gravada em uma fita cassete danificada por um gato.

## Samples
Algumas faixas usam samples: "We Are the Music Makers" apresenta a recitação de Gene Wilder de "We are the music makers, and we are the dreamers of dreams" do poema "Ode" de Arthur O'Shaughnessy, do filme A Fantástica Fabrica de Chocolate, de 1971. "Green Calx" contém amostras do filme RoboCop, de 1987, e da faixa "Fodderstompf", de 1978, da Public Image Ltd, além da distorção dos títulos de abertura do filme The Thing, de 1982, de John Carpenter.

## Arte da capa
A capa do álbum exibe com destaque o símbolo da Aphex Twin, desenhado por Paul Nicholson, que também era dançarino de palco em vários shows ao vivo de James nesse período. Nicholson afirmou que a intenção da dupla para o logotipo era ser uma forma "amorfa e suave", "sem linhas nítidas". De acordo com James, foi um esforço colaborativo: "Ele desenhou tudo, mas eu estava orientando, do tipo "não, mais assim, sim, mais assim" etc. [Foi] minha ideia colocar o logotipo em uma forma "amorfa", sem linhas nítidas". [A ideia de colocar o círculo em volta foi minha. Houve algumas iterações até que eu ficasse satisfeito. Também fui astuto o suficiente para comprar os direitos dele, com minhas últimas libras, pois eu ainda era estudante, pois sabia que seria muito importante para mim e também não queria nenhuma discussão no futuro." James também sugeriu que ela representava um sigilo.

## Lançamento
Selected Ambient Works 85‍-‍92 foi lançado em 9 de novembro de 1992 pela Apollo, uma subdivisão da gravadora belga R&S Records. No Reino Unido, inicialmente só estava disponível por meio de importação, pois um acordo de licenciamento entre a R&S e a Outer Rhythm havia fracassado no início do ano. O álbum foi o primeiro disco lançado pela R&S no Reino Unido depois que ela iniciou suas próprias operações no país, em vez de licenciar seus lançamentos para outra gravadora. James saiu da R&S Records após o lançamento do álbum, pois havia assinado com a Warp Records e também desejava se concentrar em sua gravadora Rephlex.

## Recepção e legado
Selected Ambient Works 85‍-‍92 foi aclamado pela crítica e quase imediatamente adquiriu uma "enorme reputação underground". Andrew Smith, ao resenhar o álbum na Melody Maker duas semanas após seu lançamento, comentou: "Desde o Kraftwerk, nenhum artista entendeu a textura dessa maneira, fez a música eletrônica soar tão orgânica e ressonante, tão cheia de vida". O disco entrou na parada de álbuns de dança do Reino Unido em 6º lugar em 26 de dezembro de 1992. Ele ainda estava entre os 10 mais vendidos quando o álbum seguinte de James, Surfing on Sine Waves (usando o pseudônimo Polygon Window), foi lançado em janeiro, e ele teve dois álbuns no Top 10 da Dance por um breve período sob diferentes pseudônimos. O autor e crítico Simon Reynolds, escrevendo na Melody Maker no final de 1993, chamou o álbum de "o mais belo álbum de 93 [e] também o mais significativo", argumentando que ele "deu credibilidade ao então emergente gênero de ambient techno" e "conquistou sozinho muitos fãs indie que não tinham ouvido muito techno, incentivando-os a procurar mais".
John Bush, da AllMusic, descreveu o álbum como "um dos clássicos indiscutíveis da música eletrônica e um documento definitivo para a música ambiente em particular". A AllMusic observou ainda que o álbum se baseia nos ritmos de clubes de techno e acid house, mas acrescenta elementos melódicos "de grande sutileza, beleza e textura atmosférica". A DJ Mag observou sua síntese de elementos de techno, house, hip-hop, hardcore e ambience, descrevendo o álbum como uma "paisagem sonora sonâmbula que fundiu melodias celestiais de sapato em batidas lentas e techno limpo como gelo, muitas vezes com uma sugestão de ameaça à espreita nas periferias". A Record Collector afirmou que o álbum "demonstrou um lado misterioso e mais calmo" da música de James, em contraste com seus lançamentos anteriores abrasivos, chamando a atenção para a presença de "melodias lindas e sobrenaturais" em grande parte do álbum. Barney Hoskyns observou que o álbum demonstra uma "mistura esquizoide de agressão sônica e melancolia melódica". A Rolling Stone descreveu o álbum como "uma fusão de paisagens sonoras exuberantes com batidas oceânicas e linhas de baixo". Jon Savage escreveu que o álbum "destruiu as fronteiras entre o acid, techno, ambience e o psicodélico".
David M. Pecoraro, da Pitchfork, observou "as linhas de baixo rastejantes, os padrões de bateria em constante mutação, os tons de sintetizador que se moviam com toda a graça e fluidez de um dançarino profissional", descrevendo o álbum como "uma das músicas mais interessantes já criadas com um teclado e um computador", apesar de suas "origens primitivas". A Pitchfork afirmou ainda que "apesar da simplicidade de seu equipamento e de sua abordagem, as músicas aqui são interessantes e variadas, indo das batidas amigáveis para a pista de dança de 'Pulsewidth' aos clanks e zumbidos industriais de 'Green Calx'". A DJ Mag observou que as "melodias difusas e o vocal feminino borrado" da faixa de abertura "Xtal" colocam a faixa "em uma zona semelhante à dos artistas contemporâneos de shoegaze Seefeel e My Bloody Valentine (embora com as guitarras removidas)". Geeta Dayal, do The Guardian, escreveu que "Ageispolis" progride em uma "grande e cinematográfica varredura". Simon Reynolds descreveu sua melodia como "Satie-esque", sobre uma "batida incongruentemente estridente e implacável". "Tha" apresenta uma batida "sombria" e um som "subaquático", de acordo com Dayal. A Slant observou o uso de "acordes de sintetizador difusos" em todo o álbum e chamou a atenção para a "sensibilidade pop" de James em faixas como "Pulsewidth" e "Ptolemy".
Ao resenhar o álbum após sua reedição em 2002, Pat Blashill, da Rolling Stone, chamou-o de "álbum lindo e etéreo", no qual James "provou que o techno pode ser mais do que música de dança para drogados". Em 2012, Reynolds escreveu que o álbum "infunde a vida cotidiana com um perpétuo primeiro fluxo de primavera". Peter Manning, em seu livro Electronic and Computer Music, observou que James, com o lançamento de 85‍-‍92, "conseguiu finalmente elevar o status [da música eletrônica] à consciência dominante do público em geral". O álbum expandiu o escopo da música ambiente e, de acordo com Savage, "definiu um novo romantismo techno primitivo".
Em 2003, o álbum ficou em 92º lugar na enquete "100 Melhores Álbuns" da NME .  O álbum também foi incluído no livro 1001 Albums You Must Hear Before You Die. a revista AllMusic chamou-o de "uma obra-prima do techno ambiente" e uma "obra brilhante".  Em 2012, a revista Fact nomeou-o Selected Ambient Works 85-92 como o "melhor álbum da década de 1990."  Em 2017, a Pitchfork o considerou o melhor álbum IDM de todos os tempos. 

## Lista de faixas
Todas as faixas foram escritas por Richard D. James, exceto onde indicado.
Lista de faixas de Selected Ambient Works 85-92:
| N.º            | Título                    | Compositor(es)                                | Duração |  |
| 1.             | "Xtal"                    | James Donald Grieg Mary Carewe Steve Jeffries | 4:51    |  |
| 2.             | "Tha"                     |                                               | 9:01    |  |
| 3.             | "Pulsewidth"              |                                               | 3:47    |  |
| 4.             | "Ageispolis"              |                                               | 5:21    |  |
| 5.             | "i"                       |                                               | 1:13    |  |
| 6.             | "Green Calx"              |                                               | 6:02    |  |
| 7.             | "Heliosphan"              |                                               | 4:51    |  |
| 8.             | "We are The Music Makers" |                                               | 7:42    |  |
| 9.             | "Schottkey 7th Path"      |                                               | 5:07    |  |
| 10.            | "Ptolemy"                 |                                               | 7:12    |  |
| 11.            | "Hedphelym"               |                                               | 6:02    |  |
| 12.            | "Delphium"                |                                               | 5:36    |  |
| 13.            | "Actium"                  |                                               | 7:35    |  |
| Duração total: | Duração total:            | Duração total:                                | 74:40   |  |

## Créditos
Créditos adaptados das notas do encarte de Selected Ambient Works 85‍-‍92.
- Richard D. James - composição, produção, eletrônicos, sampleamento